# Clásica de San Sebastián
Clásica de San Sebastián – jednodniowy wyścig kolarski, który od 1981 odbywa się corocznie na trasie wokół hiszpańskiego miasta San Sebastián.
Wyścig odbywa się o 1981. W latach 1989–2004 należał do Pucharu Świata, w latach 2005–2010 do UCI ProTour, a od 2011 jest częścią UCI World Tour.
Od 2019 rozgrywany jest również kobiecy wyścig o tej samej nazwie.

## Zwycięzcy
Opracowano na podstawie:
| Rok  | Pierwsze                       | Drugie                | Trzecie               |          |
| ---- | ------------------------------ | --------------------- | --------------------- | -------- |
| 1981 | Marino Lejarreta               | Graham Jones          | Faustino Rupérez      |          |
| 1982 | Marino Lejarreta               | Jesús Rodríguez Magro | Pedro Delgado         |          |
| 1983 | Claude Criquielion             | Antonio Coll          | Reimund Dietzen       |          |
| 1984 | Niki Rüttimann                 | Reimund Dietzen       | Celestino Prieto      |          |
| 1985 | Adrie van der Poel             | Iñaki Gastón          | Juan Fernández        |          |
| 1986 | Iñaki Gastón                   | Marino Lejarreta      | Juan Fernández        |          |
| 1987 | Marino Lejarreta               | Ángel Arroyo          | Federico Echave       |          |
| 1988 | Gert-Jan Theunisse             | Enrique Aja           | Steven Rooks          |          |
| 1989 | Gerhard Zadrobilek             | Francisco Antequera   | Tony Rominger         |          |
| 1990 | Miguel Indurain                | Laurent Jalabert      | Sean Kelly            |          |
| 1991 | Gianni Bugno                   | Pedro Delgado         | Maurizio Fondriest    |          |
| 1992 | Raúl Alcalá                    | Claudio Chiappucci    | Eddy Bouwmans         |          |
| 1993 | Claudio Chiappucci             | Gianni Faresin        | Alberto Volpi         |          |
| 1994 | Armand de Las Cuevas           | Lance Armstrong       | Stefano Della Santa   |          |
| 1995 | Lance Armstrong                | Stefano Della Santa   | Johan Museeuw         |          |
| 1996 | Udo Bölts                      | Stefano Cattai        | Massimo Podenzana     |          |
| 1997 | Davide Rebellin                | Ołeksandr Honczenkow  | Stefano Colagè        |          |
| 1998 | Francesco Casagrande           | Axel Merckx           | Leonardo Piepoli      |          |
| 1999 | Francesco Casagrande           | Rik Verbrugghe        | Giuliano Figueras     |          |
| 2000 | Erik Dekker                    | Andrei Tchmil         | Romāns Vainšteins     |          |
| 2001 | Laurent Jalabert               | Francesco Casagrande  | Davide Rebellin       |          |
| 2002 | Laurent Jalabert               | Igor Astarloa         | Gabriele Missaglia    |          |
| 2003 | Paolo Bettini                  | Ivan Basso            | Danilo Di Luca        |          |
| 2004 | Miguel Ángel Martín Perdiguero | Paolo Bettini         | Davide Rebellin       |          |
| 2005 | Constantino Zaballa            | Joaquim Rodríguez     | Eddy Mazzoleni        |          |
| 2006 | Xavier Florencio               | Stefano Garzelli      | Andriej Kaszeczkin    |          |
| 2007 | Leonardo Bertagnolli           | Juan Manuel Gárate    | Alejandro Valverde    |          |
| 2008 | Alejandro Valverde             | Aleksandr Kołobniew   | Davide Rebellin       |          |
| 2009 | Roman Kreuziger                | Mickaël Delage        | Peter Velits          |          |
| 2010 | Luis León Sánchez              | Aleksandr Winokurow   | Carlos Sastre         |          |
| 2011 | Philippe Gilbert               | Carlos Barredo        | Greg Van Avermaet     |          |
| 2012 | Luis León Sánchez              | Simon Gerrans         | Gianni Meersman       |          |
| 2013 | Tony Gallopin                  | Alejandro Valverde    | Roman Kreuziger       |          |
| 2014 | Alejandro Valverde             | Bauke Mollema         | Joaquim Rodríguez     |          |
| 2015 | Adam Yates                     | Philippe Gilbert      | Alejandro Valverde    |          |
| 2016 | Bauke Mollema                  | Tony Gallopin         | Alejandro Valverde    |          |
| 2017 | Michał Kwiatkowski             | Tony Gallopin         | Bauke Mollema         |          |
| 2018 | Julian Alaphilippe             | Bauke Mollema         | Anthony Roux          |          |
| 2019 | Remco Evenepoel                | Greg Van Avermaet     | Marc Hirschi          |          |
| 2020 | odwołany                       | odwołany              | odwołany              | odwołany |
| 2021 | Neilson Powless                | Matej Mohorič         | Mikkel Frølich Honoré |          |
| 2022 | Remco Evenepoel                | Pawieł Siwakow        | Tiesj Benoot          |          |
| 2023 | Remco Evenepoel                | Pello Bilbao          | Aleksandr Własow      |          |
| 2024 | Marc Hirschi                   | Julian Alaphilippe    | Lennert Van Eetvelt   |          |